# Villanueva de las Carretas
Villanueva de las Carretas es una localidad y un entidad local menor perteneciente al municipio de Villaquirán de los Infantes, en la provincia de Burgos, comunidad autónoma de Castilla y León, España. Actualmente cuenta con una población de 17 habitantes.
- Datos: Q6162802